# Jardín Botánico de Wuppertal
El Jardín Botánico de Wuppertal, o en alemán, Botanischer Garten, Wuppertal, es un jardín botánico histórico de 2.5 hectáreas de extensión, que se encuentran en el centro de la ciudad de Wuppertal, en Renania del Norte-Westfalia, Alemania, en el parque Hardt.
Es un parque de entrada libre, en donde se pueden conocer sus colecciones de plantas exóticas que se encuentran en las 1,5 hectáreas de los viveros, así como las plantas locales dispuestas en los numerosos senderos que conducen allí.
El código de reconocimiento internacional del "Botanischer Garten, Wuppertal" como miembro de la Asociación Internacional de Jardines Botánicos para la Conservación ("Botanic Gardens Conservation International", BGCI, en inglés), así como las siglas de su herbario es WUPPT.

## Localización
El Jardín Botánico de Wuppertal se encuentra en el centro de la ciudad de Wuppertal en la loma de una de las numerosas colinas de la zona de parques del Hardt. Se encuentra situado en un terreno accidentado, entre los 195 y los 220 metros de altitud y situado a una altitud de 90 metros sobre el valle del Wupper.
- Puede ir andando por uno de los numerosos senderos y el carril de bicicletas que surcan la zona verde del Hardt.
- Con la línea de autobús Kleinbuslinie 643 que se coge en el centro de la ciudad Wuppertal.
- Con el automóvil, hay un aparcamiento en los alrededores, cerca de la entrada principal, pero en los meses de verano, normalmente está repleto.

## Historia
Este jardín botánico se fundó en el año 1890 como un jardín de enseñanza para colegios situándolo en el monte Hardt, creado por primera vez en una parcela de 4600 m², que ahora es la rosaleda.
En el año 1910, a causa de la falta de espacio, se le fue agregado los terrenos de la finca colindante Ellerschen Villa una antigua casa de campo de los fabricantes de textiles de nombre Eller, que contenía una villa (construida en 1820), invernadero, edificios residenciales y edificios de la granja, y la Torre de Elise (construida en 1838), que es el punto focal del jardín.

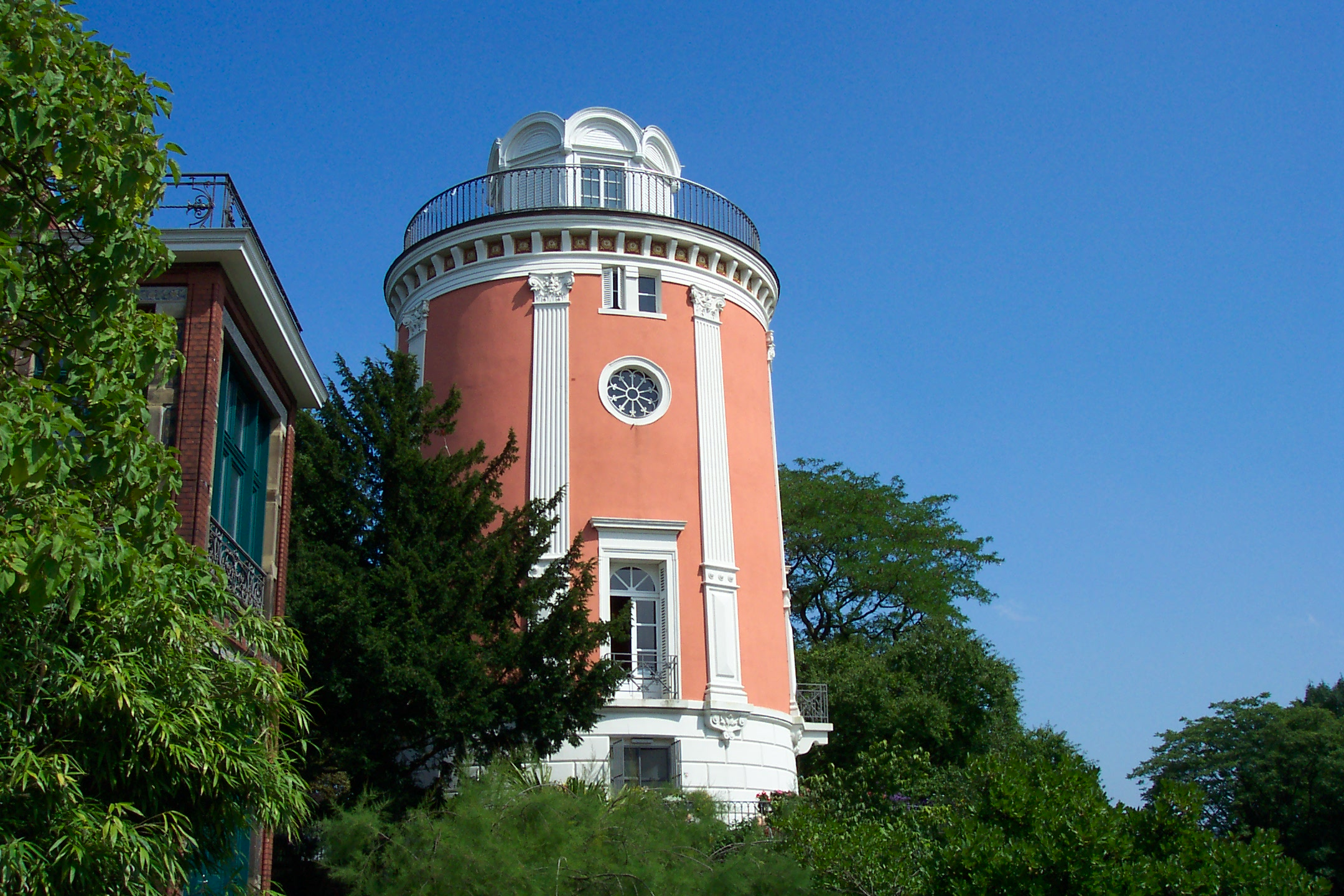
Elisenturm (Torre de Elisa) en el jardín botánico.

Después de que la ciudad de Wuppertal fuese establecida administrativamente en 1929, se convirtió en un jardín botánico municipal.
Desde diciembre de 1993 el jardín botánico no es solo cuestión del ayuntamiento de Wuppertal, sino que también la "Asociación de Amigos y Promotores del Jardín Botánico de Wuppertal" toma parte en su administración.
En el 2006 se construyeron tres nuevos invernaderos en el antiguo emplazamiento de los viveros de la ciudad, ampliando así el jardín: un gran invernadero de demostración (400 m²) y dos más pequeños (cada uno de aproximadamente 100 m²).

## Colecciones
- La colección del jardín botánico contiene plantas de todo el mundo que se encuentran en las 1,5 hectáreas de los viveros. Actualmente el jardín cultiva alrededor de 400 especies protegidas de los géneros Babiana, Cyclamen, Gladiolus, Iris, Moraea, Paeonia, Scilla, etc. El gran invernadero contiene cultivos tropicales, exposición y espacio para eventos, y espacio para las plantas de hibernación. Los invernaderos más pequeños tienen exposiciones de bulbos, plantas de tubérculos y cactus. Además, hay colecciones de árboles, arbustos, plantas perennes, anuales y bianuales locales del monte Hardt que se pueden observar a lo largo de los senderos que conducen hacia los viveros.

- La torre Elisa (Eliseturm) se construyó cuando se erigió un viejo molino. La torre Elisa ha estado dominando la zona de parques Hardt desde el año 1839. Durante un tiempo, esta bella torre de estilo clásico tuvo las funciones de observatorio astronómico.

Actualmente se puede disfrutar de una impresionante panorámica de la ciudad de Wuppertal desde esta torre.